# One Foot
One Foot è un singolo del rapper britannico 21 Savage pubblicato il 2 luglio 2015.

## Tracce
1. One Foot – 3:13